# Karl Gräber
Karl Gräber (ur. 1893, zm. ?) – zbrodniarz nazistowski, członek załogi niemieckiego obozu koncentracyjnego Flossenbürg i SS-Oberscharführer.
Członek SS od czerwca 1944. Pełnił służbę we Flossenbürgu od 27 lutego do kwietnia 1945 jako wartownik. Był również strażnikiem podczas ewakuacji obozu. Zasiadł na ławie oskarżonych w procesie US vs. Friedrich Becker i inni przed amerykańskim Trybunałem Wojskowym w Dachau. Gräber skazany został na 10 lat pozbawienia wolności za współudział w rozstrzeliwaniach więźniów w trakcie ewakuacji obozu.